# Alec B. Francis
Alec B. Francis (Suffolk, 2 de desembre de 1867 – Hollywood, 6 de juliol de 1934) va ser un actor anglès actiu sobretot durant l'època del cinema mut. Inicià la seva carrera com a actor de repartiment a la Vitagraph per passar poc després a ser una de les principals estrelles de la productora Éclair Film Co. Posteriorment fou contractat durant un temps per la World Film Corporation on actuà en els seus primers llargmetratges per passar després a la Goldwyn Pictures. A partir de 1921, l'actor era prou conegut per actuar com a freelance de múltiples companyies. Durant tots aquests anys va ser un actor de repartiment molt solvent i va actuar de manera constant fins a la seva mort, el 1934, ja en plena època del cinema sonor. La seva dilatada carrera li va permetre treballar amb moltes estrelles del cinema mut com Gloria Swanson, Rodolfo Valentino, Mae Marsh, Mabel Normand, John Barrymore, Norma Talmadge, Louise Fazenda, Clara Kimball Young, Harry Langdon, Clara Bow o Harold Lloyd.

## Biografia

### Home de múltiples oficis
Alec Francis Budd (més tard adoptaria el nom artístic d'Alec B. Francis, però apareixeria també com Alec Frances, Alec Francis, Alex B. Francis o Alexander Francis) va néixer l'any 1867 probablement a Suffolk, tot i que altres fonts situen el seu naixement a Londres. El seu avi era d'origen holandès i el seu era un prominent advocat resident al centre de Londres. Va ser educat al Uppingham College, on va estar fins al 1884, i al Mount Mellary Abbey a Irlanda. Per acontentar el seu pare va estudiar dret a Irlanda, però al cap de poc d'exercir en una oficina amb catorze advocats més, va descobrir que no estava fet per a aquell ofici i decidí canviar d'aires. A la dècada de 1890 va aprofitar una oportunitat per dedicar-se a la carrera d'actor unint-se a la companyia itinerant de teatre de J. H. Darnley en una obra on interpretava un detectiu. Després d'un temps combinant la feina d'actor ocasional amb la de “noi per a tot”, Darnley el va contractar per actuar en una de les seves companyies itinerants que recorrien Anglaterra. Després de més de 500 funcions va ser contractat per la companyia de W.H. Kendall amb qui va estar durant dos anys. Allà va participar en obres d'èxit com “The Solicitor”, “The Barrister” o “The Guardsman”. L'èxit va fer que demanés un augment excessiu de sou i fou acomiadat. Incapaç d'acceptar la situació es va allistar durant quatre anys a l'exèrcit amb la Royal Horse Artillery essent destinat a l'Índia i posteriorment Sud-àfrica. Quan va abandonar l'exèrcit va tornar a treballar com a actor participant en diferents produccions a Anglaterra. Després va intentar fer fortuna al Canadà i posteriorment als Estats Units, treballant en molts oficis, des de portar un ranxo a ser cuidador en un hospital, feina que també exercí a l'exèrcit durant la guerra hispano-estatunidenca (1898). Entre altres oficis, també va participar en la construcció del ferrocarril a Illinois, on va estar a punt de perdre un dit en quedar-li atrapat entre dues vies. Finalment decidí reprendre la seva carrera com a actor als Estats Units.

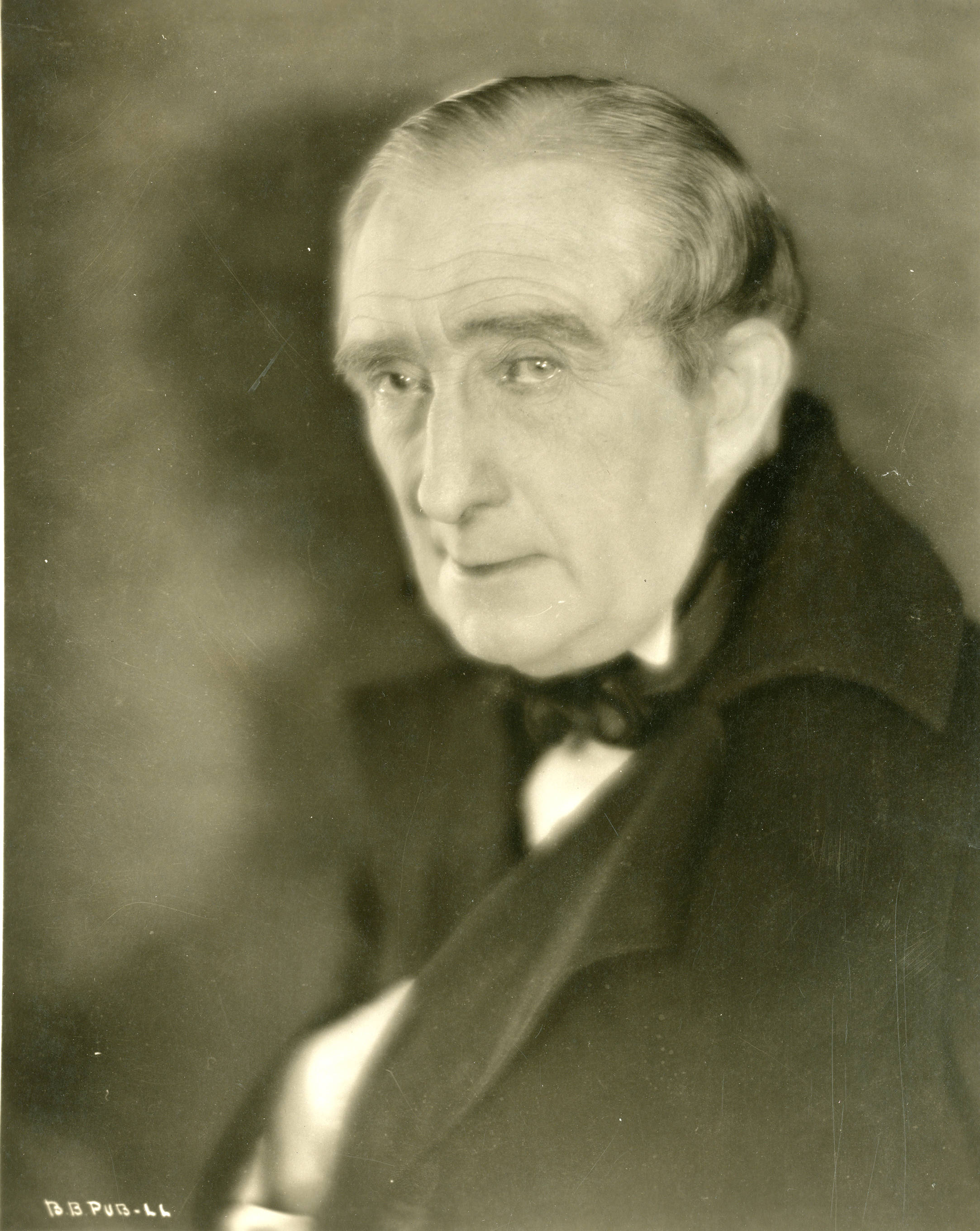
Retrat de l'actor del 1924 (s'observa l'heterocromia en els ulls)

Tot i que no es coneix la data en què va retornar als escenaris, el novembre de 1907 ja es trobava a Randolph (Vermont) actuant amb el nom d'Alec B. Francis en l'obra de teatre "Comning Thro' the Rye" on feia el paper d'un caballer anglès. Va ser durant la gira d'aquesta obra que es va casar amb una de les actrius de la companyia. Altres obres de teatre en què treballà, ja fos a Broadway o de gira, foren "The Girl Question", “The Solicitor”, “The Girl from Kays”, “The Barrister” i “Our Flat”. Va actuar tant en teatre com en òpera còmica o vodevils. Finalment, el 1910 va començar a treballar en el món del cinema dins de la companyia Vitagraph Company of America.

### Actor de cinema mut
Tal com declararia més tard, el canvi del teatre al món del cinema va ser una decisió sense marxa enrere convençut de que el futur estava en el cinema. La primera pel·lícula en que va participar va ser Twa Hieland Lads (estrenada el 19 de juliol de 1910). Puntualment va compaginar el seu treball d'actor amb la direcció d'algunes pel·lícules en les quals també treballava com a actor, com és el cas de The Sheriff's Friend (1911). Es desconeix bona part de la seva filmografia a la Vitagraph, ja que es tracta d'una època en què els actors no apareixien en els títols de crèdit ja sigui perquè els estudis temien que la fama portés a aquests a reclamar sous més alts o perquè l'ofici d'actor cinematogràfic estava mal considerat. De totes maneres, en un reportatge publicat al Motion Picture News el 1917 s'assegurava que l'actor ja havia participat en unes 200 pel·lícules, de les que solament es tenen identificades aproximadament un centenar.
El gener de 1912 va ser contractat per la companyia Éclair Film Co., on va ser considerat una de les seves estrelles juntament amb Barbara Tennant, Julia Stuart i Lamar Johnstone. La primera pel·lícula en que va participar en aquesta productora fou Mamie Bolton, estrenada el 16 de gener de 1912. De nou, apart de la feina d'actor també va exercir com a director de diferents pel·lícules i al març de 1912 la revista Moving Picture News esmentava que una de les dues companyies d'actors de l'Éclair estava dirigida per Francis. És desconeix, en la majoria de casos, quines pel·lícules va dirigir estant documentades Suffrage and the Man (1912) i A Living Memory (1912). La feina d'actor podia ser perillosa i per exemple el 1914 va estar a punt de morir asfixiat dins d'un taüt on representava que s'hi havia d'estar durant una escena, i que després no hi havia manera d'obrir-lo. A l'Éclair s'hi va estar fins que un incendi va arrasar els estudis de la companyia a Fort Lee el 19 de març de 1914. Mentre es rodava la pel·lícula The Gentleman From Mississippi, protagonitzada pel mateix Francis, un incendi va afectar l'estudi, el magatzem de pel·lícules i el laboratori. Com a conseqüència del foc, l'Eclair va decidir prescindir de la companyia dels actors de Fort Lee entre els quals, a part de Francis, hi havia Oscar A.C. Lund, Barbara Tennant, Bert Starkey i Stanley Walpole. El productor de l'Éclair, Jules Brulatour, va fer construir un nou estudi, el més modern del moment, de cinc acres i amb mesures antiincendis que va anomenar Peerless Studios. Mentrestant, Francis, després d'un breu retorn al teatre, fou contractat, igual que els altres actors de l'Éclair, per la Peerless-World per actuar dins de les companyies productores de la World Film Corporation.

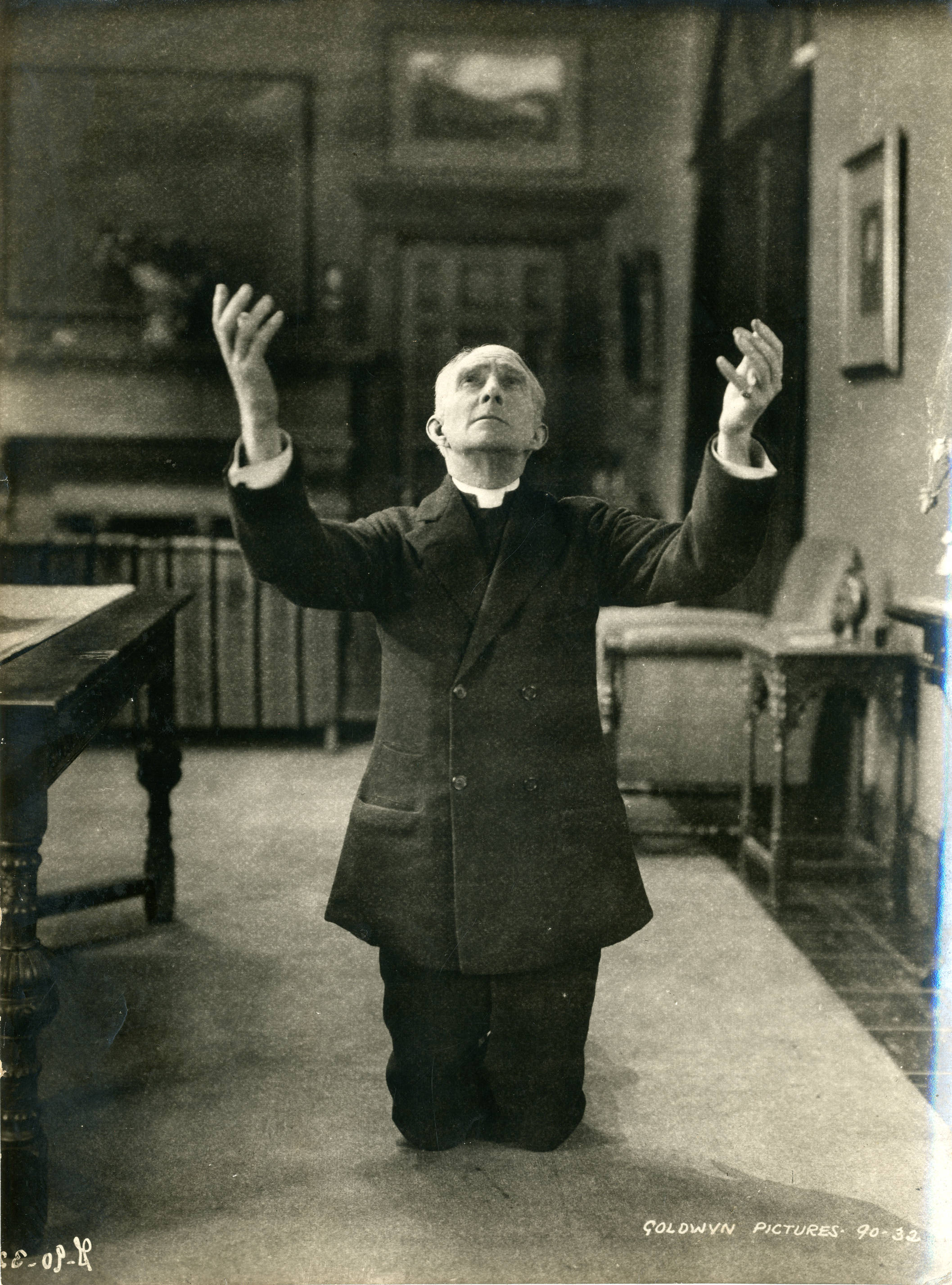
Alec B. Francis en un fotograma de la pel·lícula Earthbound (1920).

La World Film Corporation, creada per Lewis J. Selznick, era la companyia distribuïdora de diferents productores dirigides pel mateix Selznick (Equitable Pictures), per Jules Brulatour (Peerless Pictures) i per William A. Brady (Shubert Pictures i William A. Brady Productions). La seva arribada va coincidí amb la del director francès Maurice Tourneur i Francis protagonitzaria les primeres pel·lícules americanes del director. De les pel·lícules en que actuà amb aquesta distribuïdora es poden destacar The Wishing Ring: An Idyll of Old England (1914), Alias Jimmy Valentine (1915) o The Yellow Passport (1916). Fins a l'any 1917, Francis va actuar en 33 pel·lícules, sobretot per a les productores de Brady i Brulatour. A mitjans de 1917 degué deixar la World ja que entre l'abril i el desembre de 1917 no s'estrena cap pel·lícula on ell aparegui en el repartiment. El setembre del 1917 és seleccionat per la Goldwyn Pictures Corporation per al càsting de The Cinderella Man (1917) amb Mae Marsh i Tom Moore. A rel de la pel·lícula és contractat per aquesta companyia per intervenir en diverses produccions rodades al voltant de Nova York, com The Venus Model (1918) amb Mabel Normand o The Face in the Dark (1918) de nou amb Mae Marsh. Aquell 1918, Samuel Goldwyn va comprar la productora Triangle situada a Culver City i aquell hivern hi traslladà la companyia. Com a conseqüència, Francis es traslladà a viure a llarg termini a Califòrnia. La seva primera pel·lícula allà fou Spotlight Sadie (1919). Fins al 1921, moment en què s'estrena la darrera pel·lícula (A Voice in the Dark (1921)), realitzarà 22 pel·lícules per a la Goldwyn, algunes molt populars com The Pest (1919) amb Mabel Nornand, o The World and Its Woman (1919) amb Geraldine Farrar. A partir de 1920, però, començà a realitzar pel·lícules amb altres productores i al 1921 s'establí com a freelance actuant per companyies com la Robertson-Cole, la Famous Players – Lasky (futura Paramount), la Fox o la Metro.
Malgrat ser sobretot un popular actor secundari, la pel·lícula The return of Peter Grimm (1926) i el subseqüent film de la Fox, The Music Master (1927), van convertir Francis en el que en un article es va anomenar “una estrella als seixanta” aconseguint uns guanys d'uns 70.000 dòlars l'any 1929. Altres pel·lícules molt populars d'aquella època en què Francis intervingué foren Beau Brummel (1924) amb John Barrymore, The Circle (1925) de Frank Borzage, 3 Bad Men (1926) de John Ford o Camille (1927) de Fred Niblo. La seva darrera pel·lícula muda va ser The Companionate Marriage  (1928) d'Erle C. Kenton. Tot i que la seva carrera es centrà en el cinema, mai va deixar completament el teatre tot i que actuant d'una manera més aviat amateur. Així, per exemple consta que el 1921 actuava en l'obra “Mrs. Dane’s Defense” amb la companyia Caravan Players. Posteriorment, el 1923, li van proposar de tornar al teatre amb l'obra “The Old Soak” però ell va decidir continuar en el món del cinema. Finalment, també consta que el 1928 va actuar en un vodevil d'un sol acte escrit per ell mateix titulat “Scandal”.

### El pas al sonor
La primera pel·lícula sonora en què Francis va participar va ser The Little Snob (1928). L'actpr va fer fàcilment la transició cap al cinema sonor actuant, per exemple, en la primera pel·lícula de misteri completament parlada, The Terror (1928), o a pel·lícules com The Sacred Flame (1929) amb Lila Lee o Mata Hari (1931) amb Greta Garbo. Les publicacions de l'època destacaven que gràcies a la seva formació teatral no tenia cap problema de veu per participar en el cinema sonor. Tot i això, el seu accent marcadament britànic va fer que alguna interpretació resultés poc creïble, com a The Case of Sergeant Grischa (1930) en què interpretava un general alemany. Poc després va començar a tenir problemes de salut. El 9 de novembre del 1931 va desaparèixer durant el rodatge de Mata Hari (1931). El van trobar tres dies més tard, despentinat i confús en un menjador a Ventura (Califòrnia), aparentment afectat d'amnèsia, la qual es va atribuir a un excés de feina o a un atac de nervis. Durant aquell temps havia vagat pels suburbis de la ciutat fins que el propietari d'un restaurant el va reconèixer en demanar-li uns ous amb pernil. El van portar a l'hospital i uns dies després va tornar al rodatge per completar les darreres escenes de la pel·lícula. Encara va participar en pel·lícules destacades com Arrowsmith (1931), dirigida per John Ford, Alice in Wonderland (1933) o Oliver Twist (1933). La darrera pel·lícula en que va participar, finalitzada molt poc abans de morir, va ser Outcast Lady (1934).

### Vida personal: algú popular entre la comunitat d'actors
La imatge que es tenia de Francis era la d'un home molt educat, permanentment amb una pipa a la mà i que tocava bastant bé el piano. Tenia heterocromia, l'ull dret era de color marró i l'esquerre de color blau. Francis va ser una persona estimada entre la gent de la professió. Era membre de diferents clubs d'actors, gèrmens del que posteriorment seria el Sindicat d'Actors de Cinema. Concretament, fou membre del Screen Club des dels seus inicis i més tard del Masquers Club of Hollywood. També va contribuir econòmicament a la construcció del nou edifici de “The Hollywood Studio Club” per acollir noies sense ingressos que cercaven la fama a Hollywood. A més a més, va ser un dels cinc membres del jurat de l'Acadèmia que va concedir els primers premis Oscar a partir d'una llista de tres candidatures finals per a cada nominació. En el tribunal actuava com a representant de la branca dels actors de l'Acadèmia i també hi havia Frank Lloyd (pels directors), Sid Grauman (productors), A. George Volck (tècnics) i Thomas J. Geraghty (guionistes).
Pel que fa a l'àmbit més personal, la seva primera dona va morir després d'una breu malaltia a principis de 1922. La tardor de 1923, poc abans de rodar Beau Brummel, es va casar per segona vegada amb Elphinestone Maitland, també vídua. La cerimònia va tenir lloc a Hollywood. Dos anys més tard, però, estava casat amb Lucy Smith o Bower i amb ella va viure fins a la seva mort. Durant el rodatge d'Outcast Lady (23 d'abril - 8 de juny de 1934) es va trobar malament i va haver de prendre's alguns dies de repòs. De fet, des de feia tres anys no estava gaire bé de salut i de mica en mica havia anat acceptant menys papers. El 23 de juny del 1934 va patir un intent de segrest. Sembla que un home sospitós va demanar de parlar amb ell i Francis va avisar la policia abans d'acceptar veure’l. Al carrer, tres homes van intentar introduir-lo en un cotxe però la policia ho va impedir. Poc després, el 2 de juliol de 1934, just després d'acabar el rodatge d'Outcast Lady, va renunciar a denunciar un home que la policia havia detingut per, presumptament, fer-li xantatge. L'endemà, va recaure d'una malaltia que arrossegava feia temps i va ser ingressat al Hollywood Hospital. Va morir tres dies després en no superar una operació abdominal d'urgència. El funeral es va fer a l'església episcopaliana de St. Athanasius de Los Angeles ja que era seguidor d'aquesta església. Va ser incinerat però no consta on reposen les seves cendres.

## Filmografia
En total, de la seva filmografia com a actor se'n coneixen 247 pel·lícules que corresponen a tota mena de gèneres. Com a exemples, es poden citar When Broadway was a Trail (1914) o The Heart of a Hero (1916) (pel·lícules històriques), Flame of the Desert (1919) i Godless Men (1920) (pel·lícules d'acció), Alias Jimmy Valentine (1915) i Murder Will Out (1930) (cinema negre), All man (1916) i 3 Bad Men (1926) (westerns), Tramp, Tramp, Tramp (1926) i Feet First (1930) (comèdies), Alice in Wonderland (pel·lícula de fantasia), Beyond the Rocks (pel·lícula romàntica) o The Terror (pel·lícula de misteri). Es va especialitzar en papers de persona madura i sàvia amb prou experiència de la vida per solucionar els problemes dels joves protagonistes. De fet, en un article aparegut a Photoplay l'any 1933, es deia que, a la pantalla, Francis havia interpretat el rol de pare de totes les grans actrius de cinema mut. Tot i això, durant els primers anys de la seva carrera també va fer papers radicalment diferents, com el de l'ex-marit gelós i venjatiu de Chamber of Forgetfulness (1912) o The Gallop of Death (1913), el del malvat cocaïnòman a The Case of Cherry Purcelle (1914), o el del xèrif de Nottingham a Robin Hood (1912). No és d'estranyar doncs que cap al 1916 la revista Motography considerés que, després d'interpretar tants papers de malvat, era una novetat que interpretés un vell home bo a "The Ballet Girl" (1916). A la següent llista de la seva filmografia només apareixen referenciades aquelles pel·lícules que no apareixen citades a la pàgina d'IMDb corresponent a l'actor.

### Pel·lícules mudes (1910-1928)

#### Vitagraph Company of America (1910-12)

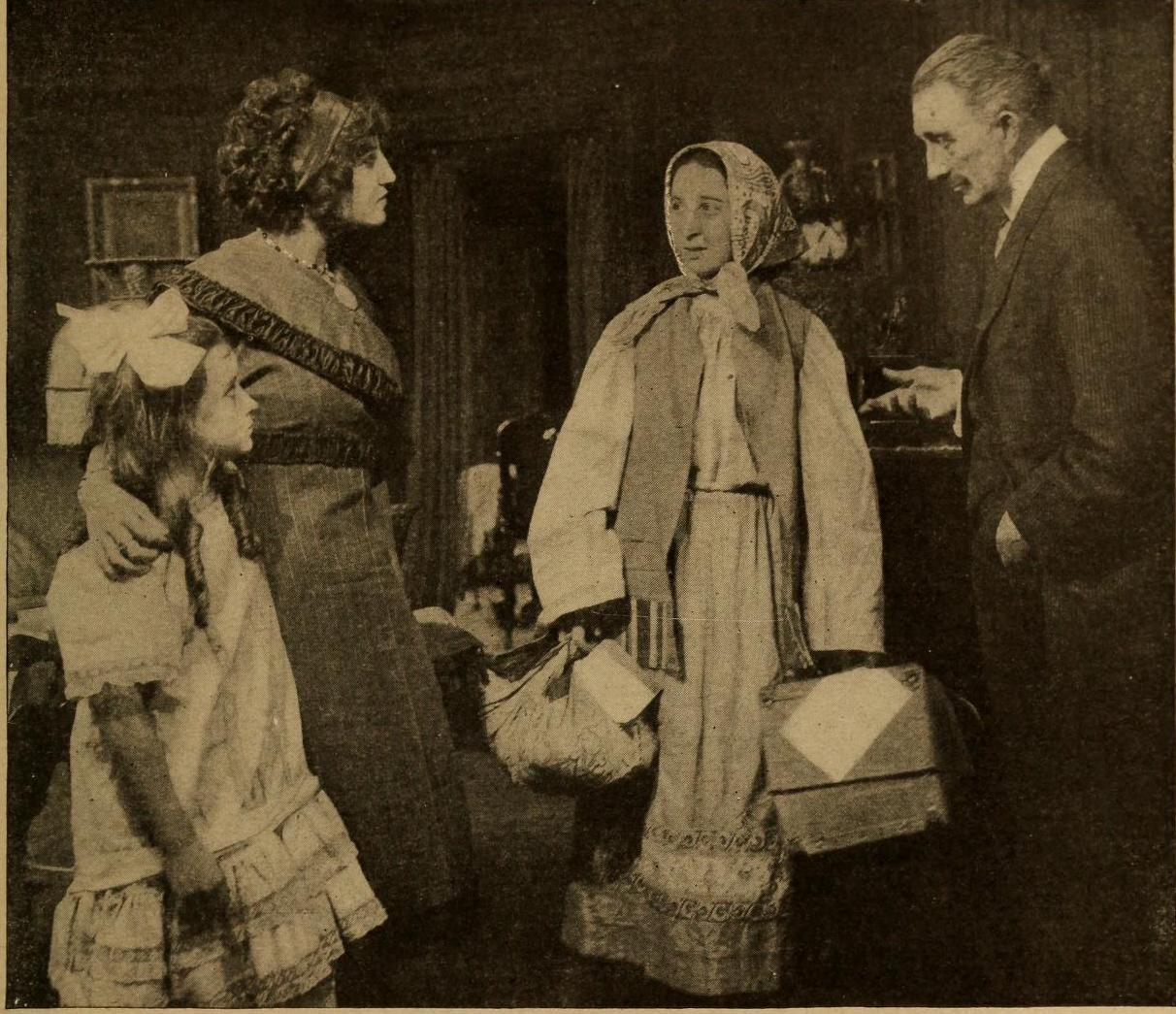
Adella De Garde, Evelyn Dominas, Edith Storey i Alec B. Francis en un fotograma de la pel·lícula The Chains of an Oath (1913, Vitagraph) publicada a la revista Motion Picture Story Magazine.

Alec B. Francis inicià la seva carrera al cinema el 1910 a la companyia Vitagraph Company of America. Es coneixen 25 curtmetratges dels que realitzà, tots d'una o dues bobines (aproximadament 12 i 24 minuts). La pel·lícula The Chains of an Oath es va filmar el 1911 tot i que no es va estrenar fins al 1913, un any després que l'actor hagués abandonat la Vitagraph.
- Twa Hieland Lads (19/07/1910)[25]
- Troublesome Secretaries (21/04/1911)
- The Battle Hymn of the Republic (30/06/1911)[7]
- The Clown's Best Performance (01/08/1911)
- The Bell of Justice (11/08/1911)
- For Love and Glory (14/08/1911)
- The Sheriff's Friend (23/08/1911)
- The General's Daughter (28/08/1911)
- A Friendly Marriage (5/09/1911)
- Selecting His Heiress (18/10/1911)
- A Southern Soldier’s Sacrifice (1/11/1911)
- Auld Lang Syne (7/11/1911)
- Their Charming Mama (15/11/1911)
- The Military Air-Scout (12/12/1911)
- Vanity Fair (19/12/1911)
- A Reformed Santa Claus (22/12/1911)
- The Old Doll (23/12/1911)
- The Younger Brother (26/12/1911)
- In the Clutches of a Vapor Bath (30/12/1911)
- Willie's Sister (13/01/1912)
- For the Honor of the Family (27/01/1912)
- A Timely Rescue (31/01/1912)
- The First Violin (2/02/1912)
- Playmates (10/02/1912)
- The Chains of an Oath (14/02/1913)[82]

#### Éclair Film Company (1912-1914)

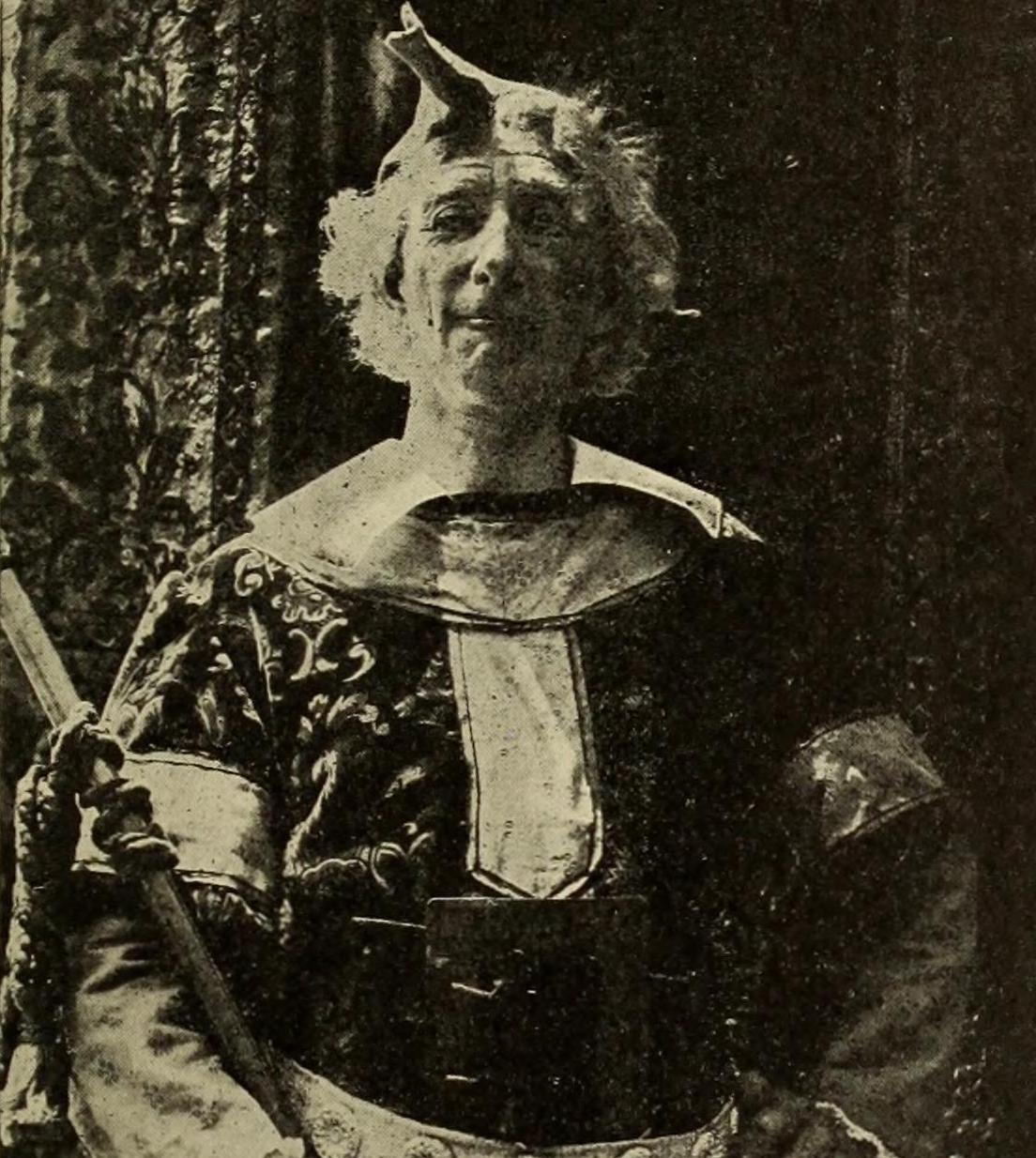
Alec B. Francis caracteritzat com a Sheriff de Nottingham a la pel·lícula Robin Hood (1912, Éclair)

El 1912 és contractat per la Éclair Film Company i realitza tot un seguit de 67 pel·lícules d'una, dues o tres bobines. Només s'indiquen aquelles en que va participar com actor. A part del seu treball com actor també està documentat que va dirigir la pel·lícula Suffrage and the Man (1912). Apart de les citades aquí IMDb també assigna a Alec Francis el paper de Renaud al melodrama dirigit per George Nicholls The Celebrated Case (estrenada el 3 de setembre de 1912) produït per la Gem Motion Picture Company tot i que el nom de l’actor que apareix citat en les revistes de l'època interpretant aquest personatge és Alex Franks.
- Mamie Bolton (16/01/1912)[84]

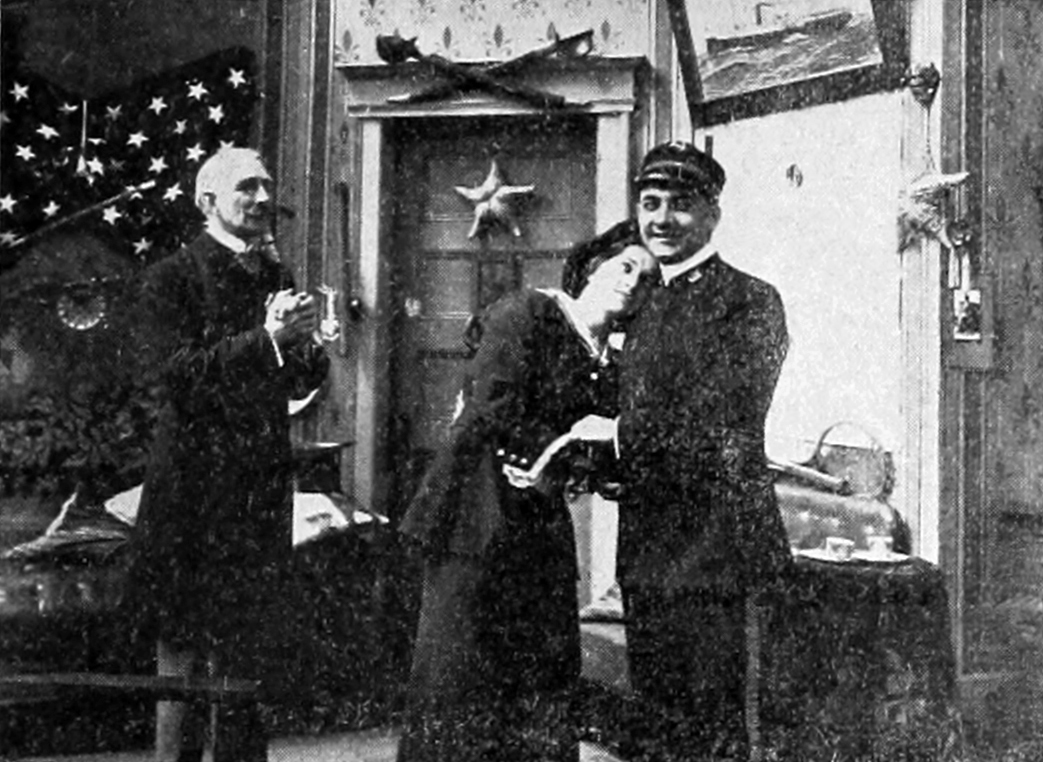
Alec B. Francis (esquerre), junt amb Dorothy Gibson i John G. Adolfi a la pel·lícula Saved from the Titanic (1912, Éclair).

- Keeping an Eye on Father (15/02/1912)
- A Living Memory (26/03/1912)
- The Letter with the Black Seals (2/04/1912)
- Oh, You Ragtime! (18/04/1912)
- The Legend of Sleepy Hollow (23/04/1912)
- Saved from the Titanic (14/05/1912)
- Chamber of Forgetfulness (21/05/1912)
- The Holy City (02/07/1912)
- Robin Hood (22/08/1912)
- The Passing Parade (29/08/1912)
- Caprices of Fortune (17/10/1912)
- Making Uncle Jealous (24/10/1912)
- The Transgression of Deacon Jones (31/10/1912)
- Silent Jim (5/11/1912)
- Foiling a Fortune Hunter (7/11/1912)
- Their Children's Approval (14/11/1912)
- The Bonnie, Bonnie Banks o’Loch Lomond (3/12/1912)
- Dick’s Wife (5/12/1912)
- The Vengeance of the Fakir (19/12/1912)
- A Tammany Boarder (2/01/1913)
- An Accidental Servant (7/01/1913)
- The Gallop of Death (21/01/1913)
- The Spectre Bridegroom (23/01/1913)
- The One Who Had to Pay (28/01/1913)
- The Trail of the Silver Fox (11/02/1913)
- The Telegraph Operators (18/02/1913)
- The Man who Dared (27/02/1913)
- The Crimson Cross (5/03/1913)
- For Better or for Worse (19/03/1913)
- The Sons of a Soldier (7/05/1913)
- The Key (14/05/1913)
- When Light Came Back (11/06/1913)
- The Witch (2/07/1913)
- In the Night (6/07/1913)
- Soul to Soul (30/07/1913)
- The Honor of Lady Beaumont (6/08/1913)
- The Thirst for Gold (13/08/1913)
- The Beaten Path (20/08/1913)
- Stung (21/09/1913)
- A Puritan Episode (24/09/1913)
- Why Aunt Jane Never Married (28/09/1913)
- Jacques the Wolf (1/10/1913)
- From the Beyond (15/10/1913)
- Big Hearted Jim (22/10/1913)
- Cynthy (29/10/1913)
- The Reformation of Calliope (5/11/1913)
- Partners (10/11/1913)
- A Son's Devotion (26/11/1913)
- When Pierrot Met Pierrette (3/12/1913)
- The Highwayman’s Shoes (24/12/1913)
- Cue and Miss Cue (4/01/1914)
- The Case of Cherry Purcelle (7/01/1914)
- Coming Home (21/01/1914)
- The Good in the Worst of Us (11/02/1914)
- The Diamond Master (4/03/1914)
- At the Court of Prince Make Believe (15/03/1914)
- The Drug Traffic (8/04/1914)
- Wife (10/06/1914)
- The Greatest of These (5/07/1914)
- Duty (8/07/1914)
- Moonlight (9/08/1914)
- Boy (9/09/1914)
- Adventures in Diplomacy (16/09/1914)
- Son (20/09/1914)
- For the Mastery of the World (9/12/1914)

#### World Film Company (1914-1918)
A partir de 1914, a rel de l'incendi dels estudis Éclair, és contractat, junt amb altres actors de la companyia per a la Peerless-World. A partir d'aquest moment participa en pel·lícules de quatre o més bobines dei diferents companyies distribuïdes per la World (s'indica entre parèntesis quina és en cada cas). En total, participarà en 33 pel·lícules, algunes de les quals s'estrenaran després que deixés la companyia.
- When Broadway Was a Trail (1914, Shubert Film Corp.)
- The Man of the Hour (1914, William A. Brady Plays Inc.)
- Lola (1914, World Film Corp.: A Shubert Feature)
- The Wishing Ring: An Idyll of Old England (1914, World Film Corp.)
- The Pit (1914, William A. Brady Plays Inc.)
- The Arrival of Perpetua (1915, Shubert Film Corp.)
- Alias Jimmy Valentine (1915, World Film Corp. Peerless Pictures)
- After Dark (1915, William A. Brady Plays Inc.)
- The Impostor (1915, William A. Brady Plays Inc.)
- The Model (1915, William A. Brady Plays Inc.)
- The Sins of Society (1915, William A. Brady Plays Inc.)
- The Ballet Girl (1916, William A. Brady Picture Plays Inc.)
- Fruits of Desire (1916, William A. Brady Picture Plays Inc.)
- Human Driftwood (1916, Shubert Film Corp.)
- The Pawn of Fate (1916, Shubert Film Corp.)
- The Yellow Passport (1916, World Film Corp.)
- The Gilded Cage (1916, World Film Corp.; Peerless)
- The Perils of Divorce (1916, World Film Corp.; Peerless)
- Tangled Fates (1916, World Film Corp.; Peerless)

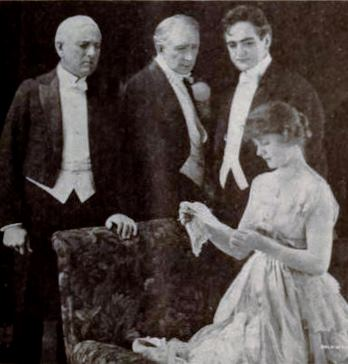
George Fawcett, Alec B. Francis, Tom Moore i Mae Marsh a la comèdia The Cinderella Man (1917, Goldwyn Pictures Corp.) (Exhibitors Herald 8 desembre 1917, pàgina 17).

- The Heart of a Hero (1916, World Film Corp.; Peerless)
- Husband and Wife (1916, World Film Corp.; Peerless)
- A Woman's Way (1916, World Film Corp.; Peerless)
- Miss Petticoats (1916, World Film Corp.; Peerless)
- All Man (1916, Peerless Pictures Producing Corp.)
- The Family Honor (1917, World Film Corp.)
- The Page Mystery (1917, World Film Corp.; Peerless)
- Forget-Me-Not (1917, World Film Corp.; Peerless)
- A Hungry Heart (1917, World Film Corp.; Peerless)
- The Beautiful Mrs. Reynolds (1918, World Film Corp)
- Broken Ties (1918, World Film Corp.)
- Wanted, a Mother (1918, World Film Corp.)
- The Cross Bearer (1918, World Film)
- Leap to Fame (1918, World Film Corp.)

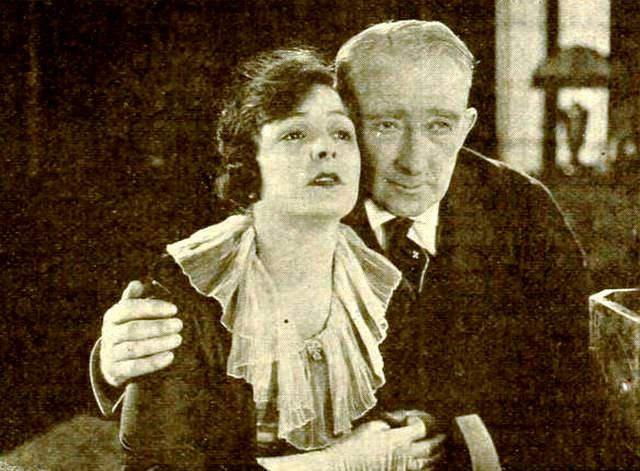
Norma Talmadge i Alec B. Francis a The Probation Wife (1919, Norma Talmadge Film Corp.).

#### Anys a la Goldwyn Pictures Corp. (1917-1921)
A partir de 1917 Francis treballa per a la Goldwyn Pictures, primer a la costa est i a partir de 1918 a Califòrnia d'on ja no es mourà mai més. Ocasionalment i sobretot a partir de 1920 treballa també per a altres productores i, en aquest cas, aquestes s'indiquen entre parèntesis. 

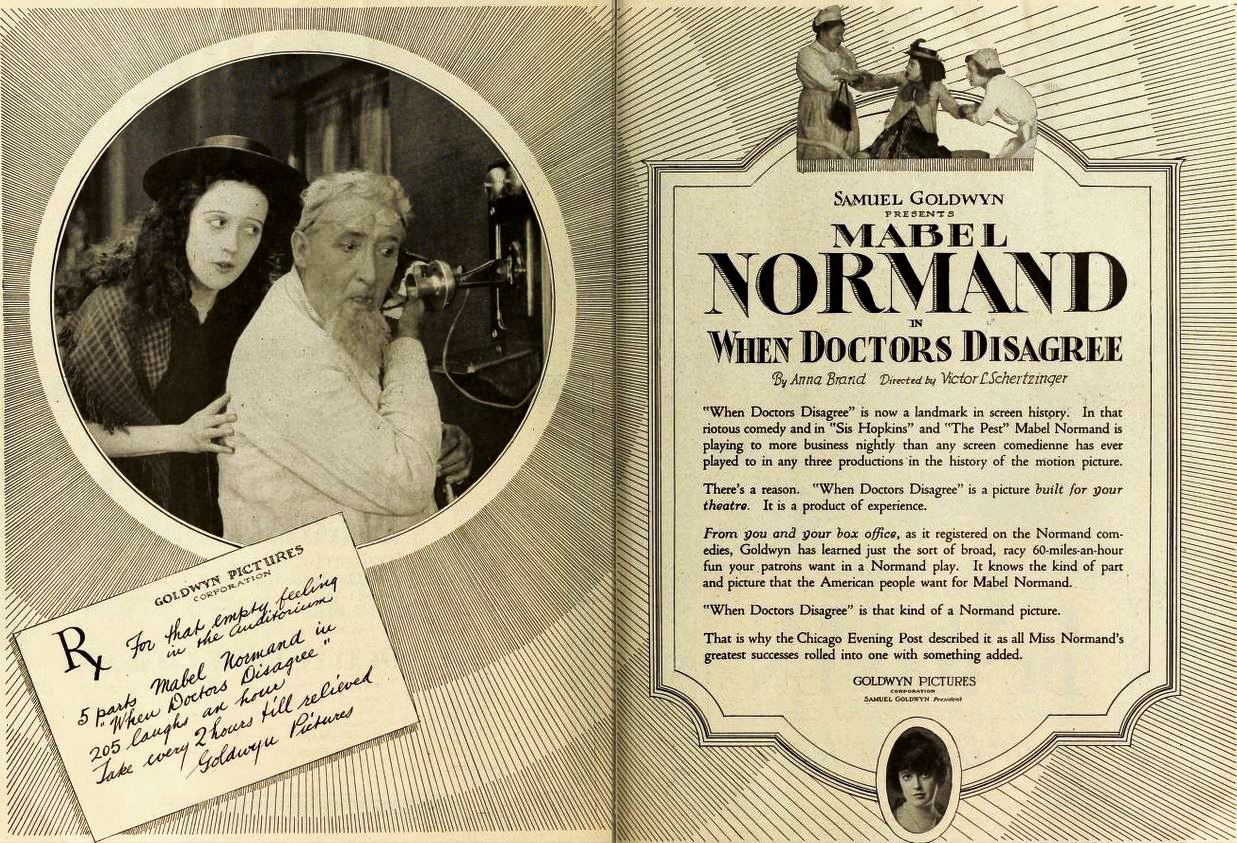
Propaganda de la pel·lícula When Doctors Disagree (1919, Goldwyn Pictures Corp.) amb Mabel Normand i Alec B. Francis. Moving Picture World del 21 de Juny de 1919 (pàgines 1724-25).

- The Auction Block (1917, Rex Beach Film Corp.)
- The Cinderella Man (1917)
- The Marionettes (1918, C.K.Y. Film Corp.)
- The Face in the Dark (1918)
- The Venus Model (1918)
- The Glorious Adventure (1918)
- Money Mad (1918)
- Hidden Fires (1918)
- Thirty a Week (1918)
- Day Dreams (1919)
- Spotlight Sadie (1919)
- Her Code of Honor (1919, Tribune Productions Inc.)
- The Pest (1919)
- The Probation Wife (1919, Norma Talmadge Film Corp.)
- When Doctors Disagree (1919)
- The Crimson Gardenia (1919, Rex Beach Pictures Corp.; Goldwyn Pictures Corp.)
- The City of Comrades (1919)
- Heartsease (1919)
- Lord and Lady Algy (1919)
- The World and Its Woman (1919)
- Flame of the Desert (1919, Diva Pictures Inc.; Goldwyn Pictures Corp.)
- The Paliser Case (1920)
- The Street Called Straight (1920, Eminent Authors Pictures Inc.)
- The Butterfly Man (1920, L.J. Gasnier Productions; A Lew Cody Special)
- Earthbound (1920)
- The Man Who Had Everything (1920)
- Godless Men (1920)
- A Voice in the Dark (1921)

#### Llargmetratges muts posteriors com a freelance (1921-1928)
A partir de 1921 Francis treballa com a freelance per a moltes productores diferents Aquestes apareixen indicades per a cada pel·lícula entre parèntesis. Apart de les pel·lícules ressenyades més avall, hi va haver altres projectes en els que constà en algun moment de la producció tot i que no és clar que hi arribés a participar finalment. Aquests són “The Scarlet Honeymoon” (1925) d'Alan Hale, "The Blue Eagle" (també anunciada com “The Devil's Master”) (1926) de John Ford, "Girls Gone Wild" (1929) de Lewis Seiler i “The Grand Army Man” (1927) dirigida per Frank Borzage la qual havia de protagonitzar però que fou cancel·lada a rel del gran èxit que va tenir l’anterior pel·lícula del director, “7th Heaven” (1927), que va fer que la Fox busqués per al director una pel·lícula amb els mateixos ingredients per aprofitar l'èxit assolit.

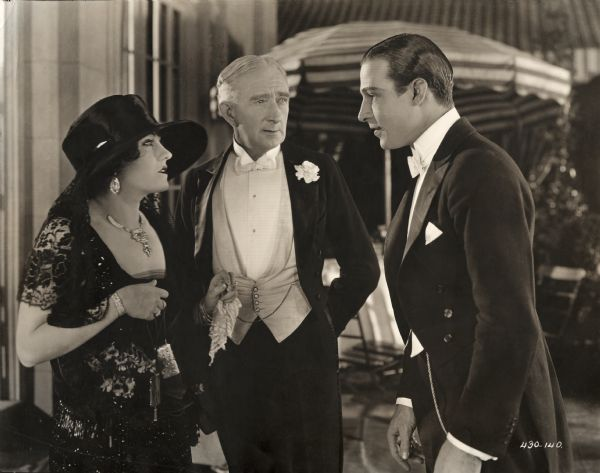
Gloria Swanson, Alec B. Francis i Rodolfo Valentino en una escena de Beyond the Rocks (1922, Famous Players-Lasky).

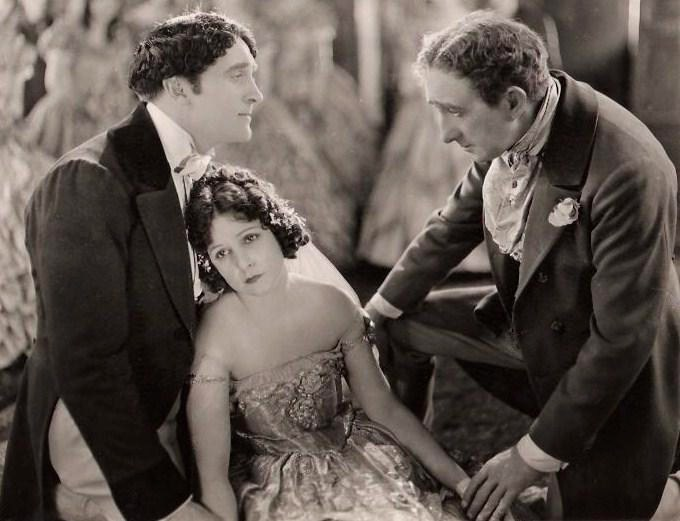
Wyndham Standing, Norma Talmadge i Alec B. Francis (dreta) a Smilin' Through (1922, Norma Talmadge Prod.).

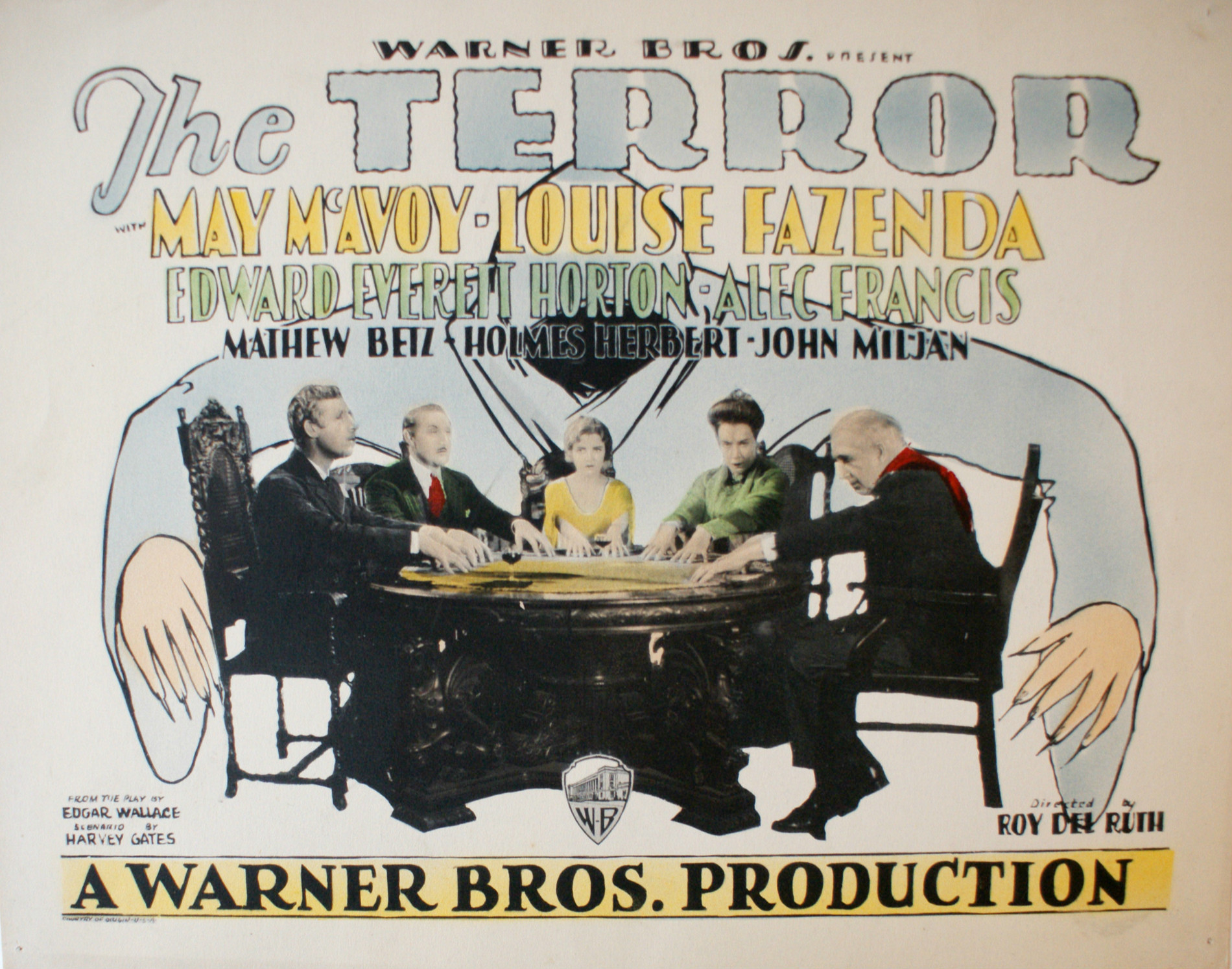
Holmes Herbert, Otto Hoffman, May McAvoy, Louise Fazenda i Alec B. Francis (dreta) a El Terror (1928, Warner Bros Pictures).Primera pel·lícula de por completament parlada.

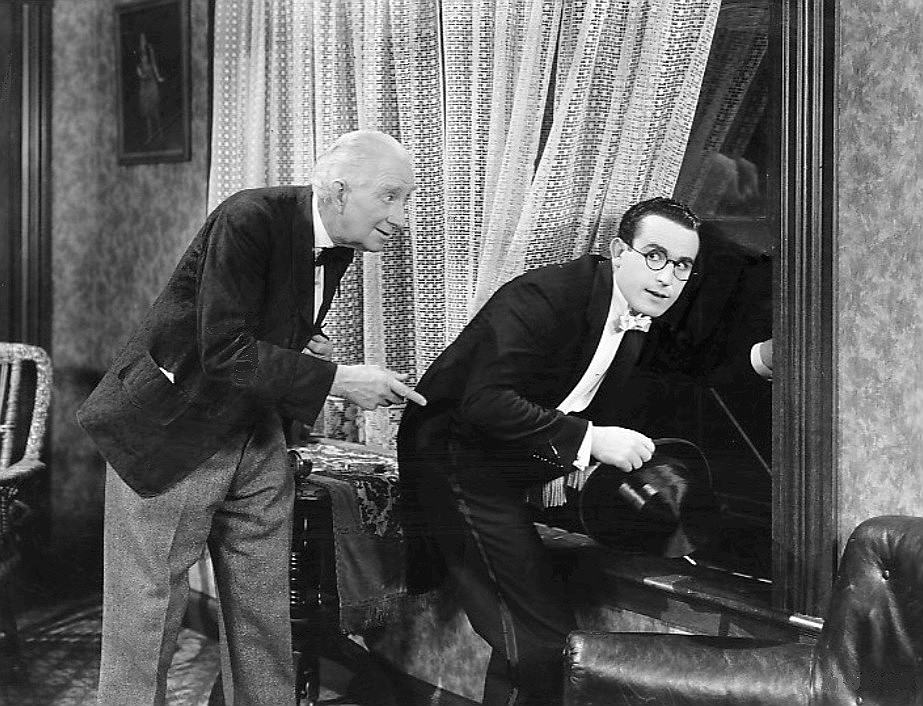
Harold Lloyd i Alec B. Francis a Feet First (1930, Harold Lloyd Corp.).

- What’s a Wife Worth? (1921, Robertson Cole Co)
- Courage (1921, Sidney A. Franklin Prod.)
- The Great Moment (1921, Famous Players-Lasky)
- A Virginia Courtship (1922, Realart Pictures)
- Smilin' Through (1922, Norma Talmadge Prod.)
- Beyond the Rocks (1922, Famous Players-Lasky)
- North of the Rio Grande (1922, Famous Players-Lasky)
- The Man Who Saw Tomorrow (1922, Famous Players-Lasky Corp.)
- The Forgotten Law (1922, Graf Productions)
- The Last Hour (1923, Mastodon Films)
- The Spider and the Rose (1923, B.F. Zeidman Prod.)
- Little Church Around the Corner (1923, Warner Brothers Pictures)
- Is Divorce a Failure? (1923, Arthur Beck)
- Mary of the Movies (1923, Columbia Productions) cameo
- Children of Jazz (1923, Famous Players-Lasky Corp.)
- A Gentleman of Leisure (1923, Famous Players-Lasky Corp.)
- Three Wise Fools (1923, Samuel Goldwyn Productions)
- Hollywood (1923, Famous Players-Lasky) cameo
- His Last Race (1923, Phil Goldstone Prod.)
- The Drivin' Fool (1923, Regent Pictures)
- The Gold Diggers (1923, Warner Brother Pictures)
- The Eternal Three (1923, Samuel Goldwyn Productions)
- Lucretia Lombard (1923, Warner Brother Pictures)
- Beau Brummel (1924, Warner Brothers Pictures)
- Do It Now (1924, Phil Goldstone Prod.)
- The Human Terror (1924)
- A Fool’s Awakening (1924, Metro Pictures Corp.)
- Half-A-Dollar Bill (1924, Graf Productions)
- Listen Lester (1924, Sacramento Pictures)
- The Tenth Woman (1924, Warner Brother Pictures)
- The Bridge of Sighs (1925, Warner Brothers Pictures)
- Soiled (1925, Phil Goldstone Productions)
- Capital Punishment (1925, B.P. Schulgerg Prod.)
- Champion of Lost Causes (1925, Fox Film Corp.)
- Charley’s Aunt (1925, Christie Film Co.)
- The Circle (1925, MGM Pictures)
- The Coast of Folly (1925, Famous Players-Lasky Corp.)
- Man and Maid (1925, MGM Corp.)
- Outwitted (1925, Independent Pictures Corp.)
- The Reckless Sex (1925, Phil Goldstone Productions)
- Rose of the World (1925, Warner Brother Pictures)
- Thank You (1925, Fox Film Corp.)
- A Thief in Paradise (1925, George Fitzmaurice Productions)
- Thunder Mountain (1925, Fox Film Corp.)
- Waking up the Town (1925, Mary Pickford Co.)
- Wandering Footsteps (1925, Banner Productions Inc.)
- Where the Worst Begins (1925, Co-Artist Productions)
- The Mad Whirl (1925, Universal-Jewel Production)
- Vanishing Milions (1926, Sierra Pictures)
- High Steppers (1926, Edwin Carewe Productions)
- Forever After (1926, First National Pictures)
- Faithful Wives (1926, Platinum Pictures)
- 3 Bad Men (1926, George Schneiderman)
- Pals First (1926, Edwin Carewe Productions)
- The Return of Peter Grimm (1926, Fox Film Corp.)
- Tramp, Tramp, Tramp (1926, Harry Langdon Corp.)
- The Yankee Señor (1926, Fox Film Corp.)
- Transcontinental Limited (1926, Chadwick Pictures Corp.)
- Sally in our Alley (1927, Columbia Pictures Corp.)
- Camille (1927, Norma Talmadge Productions)
- The Tender Hour (1927, John McCormick Productions)
- The Music Master (1927, Fox Film Corp.)
- Broadway Daddies (1928, Columbia Pictures Corp.)
- The Shepherd of the Hills (1928, First National Pictures)SI
- Life’s Mockery (1928, Chadwick Pictures Corp.)
- The Companionate Marriage (1928, C.M. Corp.)

### Cinema sonor (1928-1934)
El febrer de 1928 es va estrenar la primera pel·lícula sonora en què va participar (The Little Snob). Va fer el pas al sonor sense problemes. La seva darrera pel·lícula, rodada entre l'abril i el juny de 1934, va ser Outcast Lady, pocs dies després moria. En total va participar en només 29 pel·lícules sonores.
- The Little Snob (1928, Warner Bros. Pictures)
- The Lion and the Mouse (1928, Warner Bros Pictures - The Vitaphone Corp.)
- The Terror (1928, Warner Bros Pictures - The Vitaphone Corp.)
- The Mississippi Gambler (1929, Universal Pictures Corp.)
- Evidence (1929, Warner Bros. Pictures)
- The Sacred Flame (1929, Warner Bros. Pictures)
- Evangeline (1929, Edwin Carewe Prod. – Feature Prod.)
- The Case of Sergeant Grischa (1930, RKO Prod.)
- Feet First (1930, Harold Lloyd Corp.)
- Murder Will Out (1930, First National Pictures)
- Outward Bound (1930, Warner Bros. Pictures)
- The Bishop Murder Case (1930, MGM Corp.)
- Arrowsmith (1931, Howard Productions Inc.)
- Captain Applejack (1931, Warner Bros. Pictures)
- Mata Hari (1931, MGM Corp.)
- Oh! Oh! Cleopatra (1931, Masquers Club of Hollywood)
- Stout Hearts and Willing Hands (1931, RKO Pathé Pictures)
- No Greater Love (1932, Columbia Pictures Corp.)
- Alias Mary Smith (1932, Mayfair Pictures Corp.)
- The Last Mile (1932, K.B.S. Film Co.)
- The Last Man (1932, Columbia Pictures Corp.)
- Alice in Wonderland (1933, Paramount Productions Inc.)
- Looking Forward (1933, MGM Corp.)
- His Private Secretary (1933, Screencraft Productions Inc.)
- Oliver Twist (1933, Monogram Pictures Corp.)
- The Mystery of Mr. X (1934, MGM Corp.)
- I’ll Tell the World (1934, Universal Pictures Corp.)
- The Cat’s-Paw (1934, Harold Lloyd Corp.)
- Outcast Lady (1934, MGM Corp.)